# Avahi ramanantsoavani
Avahi ramanantsoavani (лат.) — примат из семейства индриевых.

## Классификация
Ранее считался подвидом Avahi meridionalis и был известен как Avahi meridionalis ramanantsoavana. В 2007 году по совокупности генетических и морфологических отличий был выделен в отдельный вид. Название получил в честь Джорджа Раманацоаваны, первого директора управления по делам мадагаскарских лесов, поддерживавшего в 1960-х и 1970-х годах исследования, связанные с таксономией и охраной лемуров.

## Описание
Верхняя часть тела коричнево-серая, нижняя серая. Хвост красно-коричневый. Расцветка морды немного отличается от родственного вида, Avahi laniger: шерсть немного светлее, внешний контур более отчётливый. По бокам с задних конечностей идёт полоса светлой шерсти. Средняя масса тела 1019 г для самок и 897 г для самцов. Средняя длина тела самок 26,9 см, самцов 25, 7 см.

## Распространение
Встречается в юго-восточной части Мадагаскара в районе заповедника Манумбу. Точные границы ареала по состоянию на 2008 год неизвестны.